# Форель Біва
Форель Біва (лат. Oncorhynchus rhodurus) — вид риб родини лососевих. Живе в озері Біва в префектурі Сіґа, Японія, при цьому достовірно відомо про перебування риби лише в північній частині цього озера.
Форель Біва живиться планктоном, водними комахами.

## Зовнішній вигляд
Дорослі екземпляри цієї риби мають довжину від 40 до 50 см і масу від 1,5 до 2,5 кг, хоча деякі особини можуть досягати 70 см довжини і маси 5,0 кг.

## Використання в кулінарії
Риба та її ікра вважаються делікатесом. Зазвичай рибу готують у вигляді сасімі, в грилі або в копченому вигляді, а також у фритюрі.